# Miloš Štědroň
Miloš Štědroň (* 9. února 1942 Brno) je český a moravský hudební skladatel, hudební vědec a pedagog.

## Život
Miloš Štědroň se narodil 9. února 1942 v Brně v hudbymilovné rodině. Matka černohorského původu byla učitelka hudby, otec hudebník, strýcové Vladimír Štědroň skladatel, Bohumír Štědroň muzikolog a Jan Štědroň houslista. Děd, který pocházel z Holic, byl rovněž hudebník.
Vychodil základní školu na Staňkově ulici a maturoval na Jedenáctileté střední škole v Brně na ulici Tábor. V letech 1959 až 1964 studoval muzikologii a bohemistiku na Filosofické fakultě University J. E. Purkyně v Brně. Současně od roku 1963 pracoval jako asistent v hudebněhistorickém oddělení Moravského muzea, kde také vedl Malé divadlo hudby. V letech 1965 až 1969 vystudoval kompozici na Janáčkově akademii múzických umění u Aloise Piňose, Miloslava Ištvana, Ctirada Kohoutka a Jana Kapra. V té době začal i se skladatelskou činností. V roce 1967 získal titul PhDr. na Filozofické fakulta UJEP, přičemž téma jeho disertační práce bylo Leoš Janáček a hudební avantgarda.
Kompoziční vzdělání si doplnil v letech 1970 až 1972 postgraduálním studiem experimentální a elektroakustické hudby na Janáčkově akademii múzických umění a studijními pobyty v Darmstadtu (1966), Belgii, Nizozemí (1964), Německu (stipendium města Mnichova 1988–1989) a ve Vídni. Roku 1972 získal místo odborného asistenta na Katedře muzikologie Filozofické fakulty UJEP a zároveň externě vyučoval na Pedagogické fakultě Masarykovy univerzity a na JAMU. Roku 1978 získal titul kandidáta věd, roku 1988 se habilitoval jako docent a v roce 1994 byl na již přejmenované Masarykově univerzitě jmenován profesorem. Teorii skladby a další předměty vyučuje také na Janáčkově akademii múzických umění.
Miloš Štědroň je členem vědeckých a uměleckých rad a oborových rad pro doktorské studium na MU Brno, JAMU a UP Olomouc, oponentem habilitačních a profesorských jmenovacích řízení, posuzovatelem projektů pro grantové agentury, členem Leoš Janáček Gesellschaft Zürich. Byl také členem správní rady Nadace Český hudební fond v Praze. V letech 1998–2000 působil jako proděkan pro vědu a výzkum FF MU.
Zajímavostí je, že od roku 1980 žije jako vegetarián.
Jeho manželkou je bývalá dětská a rehabilitační lékařka MUDr. Jiřina Štědroňová (narozena 2. ledna 1944). S ní má dva syny – Miloše a Petra.

## Muzikolog a pedagog
Zpočátku se Štědroň věnoval spíše hudební teorii a historii. Kompozice začala převažovat v polovině 70. let.
Jádro muzikologického zájmu Miloše Štědroně představuje hudba 20. století (např. Leoš Janáček) a epoch renesance, manýrismu a baroka. Napsal řadu kritických předmluv k vydáním Janáčkových děl a přes 60 statí a studií o Janáčkovi. Publikoval také velké množství statí a studií o soudobé hudbě, např. monografii o Josefu Bergovi. Věnuje se i editorské činnosti a rekonstrukci starých hudebních děl. Je tvůrcem řady rozhlasových pořadů, televizních scénářů, sleevenotes gramofonových desek a bookletů ke kompaktním diskům.

## Hudební skladatel
Štědroň komponuje orchestrální, komorní a vokální koncertní skladby a hudbu pro lidové nástroje. Pracuje s hudbou starých slohů, které systémově propojuje se soudobým hudebním uměním. Používá metody koláže, montáže a prostředky vedoucí k banalizaci, zcizení až po uměleckou parodii. V jeho díle převažuje komorní hudba. Řada skladeb je inspirována lidovou hudbou a v instrumentaci využívá i netradiční nástroje. Štědroň spolupracuje např. se soubory Due Boemi nebo Středoevropský soubor bicích nástrojů DAMA DAMA. Pracoval na fragmentech Janáčkových nedokončených děl, která spolu s Leošem Faltusem připravili k realizaci a ke kritickému notovému vydání (symfonie Dunaj, houslový koncert Putování dušičky, autografní skica druhého smyčcového kvartetu Listy důvěrné).
Dlouhodobě spolupracoval s Divadlem na provázku (později Husa na provázku). Napsal desítky hudebních doprovodů k činohrám a filmům.

### Orchestrální hudba
- Indiánům. Symfonická freska (1972)
- Symfonie Kolo (1973)
- Sekvence na smrt Šostakoviče (1975)
- Koncert pro violoncello a orchestr (1977)
- Staré a nové renesanční tance pro basklarinet, klavír, smyčcový orchestr a bicí (1981)
- Veselé scény pro smyčce (1980)
- Koncertní scény pro fagot a orchestr „Pocta B. Matalovi“ (1984)
- Sedmikvítek pro lidovou zpěvačku a orchestr (1987)
- Lamento pro housle, violu a orchestr in memoriam Miroslava Venhody (1987)
- Smrt Dobrovského. Kantáta-oratorium pro mezzosprán, basbaryton, smíšený sbor a orchestr (1987/1988)
- Muránský zámek. Fantazie pro orchestr (1988)
- Šest villanel pro violoncello a smyčcový orchestr (1989)
- Podtínání pro orchestr in memoriam Miloslava Ištvana (1990)
- Smíchy a smutky, pro smyčcový orchestr (1990)
- Rock 1618 pro smyčcový orchestr a čtyři hráče na bicí (2001)

### Komorní hudba
- Meditace pro basklarinet sólo (1963)
- Agonie pro housle, basklarinet a bicí (1964)
- Stazioni di Via crucis pro basklarinet, flétnu, klavír, cembalo a bicí (1964)
- Lejch pro basklarinet a klavír (1965)
- Seikilos aus Mähren, basklarinet a klavír (1979)
- Valachica, pro basklarinet a klavír (1980)
- Aušvicata biker három (V Aušvicu je veliky hlad), pro basklarinet a klavír (1981)
- Trium vocum pro zobcovou flétnu, violoncello a bicí (1983)
- Pět hajdúckých, pro kytaru a housle (1984)
- Danze, canti e lamenti pro smyčcové kvarteto (1986)
- Sette villanelle per flauto e pianoforte sopra una melodia di C. Monteverdi (1990)
- Gipsy Song and Dance, pro basklarinet a klavír (1990)
- Hoj! Sternenhochovské scény pro housle a soubor bicích nástrojů (1990)
- Quadra, pro basklarinet, violoncello, tenorový saxofon, klavír a bicí (1992)
- Passacaglia pro sólovou flétnu (1992)
- Canzona e tripla (Modlitba basklarinetu) pro 19 basklarinetů (1993)
- Trio pro housle, violoncello a klavír (1993)
- Ländler pro housle a bicí nástroje (1993)
- Quadra, verze pro 3 basklarinety a klavír (1993)
- Smyčcový kvartet (1994)
- Ländlery a komentáře pro 7 hráčů (1995)
- Tance krále Leara, pro violoncello, staré nástroje a bicí (1996)
- Tance pro marimbu a klavír (1996)
- Intrada e Sarabande triste (1999)
- Passacaglia pro flétnu (1999)
- Vanitas (Proverbia directa) (2000, s Milošem Štědroněm ml.)
- Villanelly pro violu, violoncello a bicí (2001)
- Concerto con villanella pro cembalo, 2 housle, flétnu, violoncello a bicí (2002)
- Let Four Captains pro kytaru
- Horribile auditu. Cyklus pro varhany (2003)
- Moresche e riceracari pro varhany (2003)
- Claudio Monteverde. Praha 1595. Cyklus varhanních miniatur (2005)
- Austerlitz/Slavkov. Requiem pour Julien Sorel, pro violoncello sólo + JT vox (2009)

### Komorní opery
- Věc Cage, aneb Anály avantgardy dokořán (1995, s Ivo Medkem a Aloisem Piňosem)
- Anály předchůdců avantgardy aneb Setkání slovanských velikánů (1997, s Ivo Medkem a Aloisem Piňosem)
- Pargamotéka – nové zhudebnění hanácké opery Ignáce Plumlovského
- Palackého truchlivý konec (2012, podle stejnojmenné hry Huberta Krejčího; psáno pro Ensemble Opera Diversa)

### Vokální hudba
- Verba. Kantáta na slova z evangelia sv. Matouše pro smíšený sbor a dvě trubky (1969)
- Gioia dolorosa. Madrigalová kantáta na slova z nápisu na náhrobku Carla Gesualda (1974)
- Bez knih jsou národy nahé. Kantáta na slova Ivo Odehnala pro smíšený sbor a instrumentální soubor (1977)
- Mistr Machaut v Čechách. Pro mezzosoprán, flétnu, klarinet, violu a klavír (1982)
- Terra tremit, pro komorní smíšený sbor a instrumentální soubor (1976)
- Dávná jména – dávná slova. Cyklus písní na keltské texty z našeho území pro mezzosoprán, basklarinet a klavír (1982)
- Na dávném prosu. Deset songů pro hlasy, 2 vni, loutnu, cimbál, vcl a bicí na texty Jana Skácela (1989)
- Flores. Cyklus pro mezzosoprán a loutnu na slova M. Dačického, J. A. Komenského a Šimona Lomnického (1991)
- Pětilístek pro dva zpěváky a orchestr na lidovou poezii (1991)
- Missa sine ritu, pro mezzosoprán a violoncello na slova Jana Skácela (1994)
- Rekviem, pro tenor, staré nástroje a bicí na slova Jana Skácela (1995–1996)
- Requiem zingarorum pro hlas a komorní soubor (2000)
- Aušvicate..., pro zpěv, kytaru, housle, cimbál a bicí (2001)
- In morte dell eccelentissimo Monte Verde. Madrigalová kantáta (2002)
- Note, caccie e sospiri pro soprán a loutnu (barokní kytaru) na texty z Mozartovy italské korespondence (2002)
- Doctores Amores – Doctores a mores. Kantáta pro čtyři hlasy a bicí nástroje na latinské a italské texty ze 13. a 14. století (2003)

### Hudba pro lidové nástroje
- Moravský Seikilos, pro cimbál a komorní soubor (1974)
- Malý koncert pro ovci, pro komorní soubor lidových nástrojů (1974)

### Varhanní skladby
- Horribile auditu, cyklus pro varhany (2003)
- Moresche e ricercari (2003)
- Claudio Monteverde. Praga 1595, cyklus varhanních miniatur vzniklý pro interpretační soutěž Pražské jaro (2006)
- Claudio e Leo, varhanní cyklus, jehož první část představuje Claudia Monteverdiho a druhá Leoše Janáčka. Vznikl pro interpretační soutěž hudební fakulty JAMU.[6]

### Elektroakustická hudba
- Utis (1966)
- Panychida za Pasternaka, konkrétní hudba na ruský text B. L. Pasternaka (1968–1969)
- BIS (1971)
- Moresca pro syntetizér (1990)
- Seconda prattica pro syntetizér (1991)

### Divadelní a muzikálová hudba
- Tance Rudolfa II. (1998, libreto Marek Pivovar, režie Věra Herajtová), Národní divadlo moravskoslezské
- Nelítostné hříčky lásky (1991, Alois Piňos, Arnošt Parsch, Rudolf Růžička), Zemské divadlo Brno

Divadlo Husa na provázku
- Balada pro banditu (1975, libreto napsal tajně Milan Uhde pod jménem Zdeňka Pospíšila, scénář a režie Zdeněk Pospíšil)
- Malá Alenka (1975, scénář a režie Eva Tálská)
- Nikolka (1976, scénář Jindřich Uher, režie Zdeněk Pospíšil; první inscenace Dětského studia DNP, na motivy Olbrachtova románu Nikola Šuhaj loupežník)
- Na Pohádku máje (1976, libreto na motivy Viléma Mrštíka napsal tajně Milan Uhde pod jménem Zdeňka Pospíšila, režie Zdeněk Pospíšil)
- Velký vandr aneb Podivuhodní skutkové moravského zámečníka na Zlatém severu (1976, scénář Miloš Pospíšil, režie Peter Scherhaufer; obnovená premiéra 1994)
- Sviť, sviť, má hvězdo (1977, scénář a režie Peter Scherhaufer)
- Než jsem se narodil... a potom (1977, scénář a režie Zdeněk Pospíšil)
- Mistero Buffo (1977, scénář a režie Peter Scherhaufer)
- Svatba (1978, režie Peter Scherhaufer)
- Jako tako (1978, scénář a režie Eva Tálská)
- Vesna národů (1979, režie Zdislav Hejduk, Peter Scherhaufer, Petr Oslzlý a Andrzej Podgorski, hudba M. Štědroň a Juliusz Waclawski)
- Dlouhá cesta (1980, scénář a režie Zdeněk Pospíšil
- Obchod s chlebem (1981, režie Peter Scherhaufer)
- Svět snů (1981, scénář a režie Eva Tálská)
- Hry a hříčky (1982, scénář a režie Hubert Krejčí)
- Příběhy dlouhého nosu (1982, scénář a režie Eva Tálská)
- Hra na Indiány (1983, scénář a režie Petr Osolsobě)
- Pohnutedlná čtení o Donu Šajnovi a nevinně soužené hraběnce Genovefě (1983, scénář a režie Eva Tálská)
- Společný projekt na téma Cesty (1984 Autorská spolupráce: Arnošt Goldflam, Zdeněk Hořínek, Miki Jelínek, Jan Kolář, Josef Kovalčuk, Petr Oslzlý, Zdeněk Potužil, Peter Scherhaufer a Jan Schmid, hudba Jiří Bulis, Jaroslav Pokorný a M. Štědroň)
- Píseň o Viktorce (1984, scénář a režie Eva Tálská)
- Svolávám všechny skřítky! Královna (1984, scénář a režie Eva Tálská)
- Chameleon aneb Josef Fouché (1984, libreto L. Kundera a Petr Oslzlý, režie Peter Scherhaufer)
- Šedivá myš (1985, scénář a režie Petr Oslzlý)
- Na Dávném prosu (1985, scénář a režie Eva Tálská)
- Božská komedie (1986, scénář a režie Eva Tálská)
- Balet Makábr (1986, Petr Oslzlý, režie Peter Scherhaufer, hudba M. Štědroň s Leošem Faltusem,)
- Obnovené obrazy (1987, scénář a režie Eva Tálská)
- Prodaný a Prodaná (1987, hudební komentáře z opery Bedřicha Smetany Prodaná nevěsta sestavil a nastudoval Miloš Štědroň, ale skutečným autorem byl Milan Uhde, který nesměl být uváděn na plakátech ani v programu. Pokryli ho proto spoluautoři scénáře režisér Scherhaufer a dramaturg Oslzlý)
- Antigona (1987, režie Eva Tálská)
- Rozrazil 1/88 – O demokracii (1988, scénář: Arnošt Goldflam, Zdislav Hejduk, Josef Kovalčuk, Petr Oslzlý, Peter Scherhaufer, Eva Tálská, Vladimír Čermák, Antonín Blažek, Ludvík Kundera, Bořivoj Srba, Jaroslav Střítecký, Josef Válka, Viktor Dyk, Jana Soukupová, Pavel Ambrož, Karel David a Jiří Dynka)
- Rozrazil 2/89: Občanské fórum (1989, Redakční okruh: Arnošt Goldflam, Josef Kovalčuk, Vladimír Morávek, Peter Scherhaufer, Eva Tálská a Boleslav Polívka)
- Za devatero horami (1990, scénář a režie Eva Tálská)
- Cvičení stylu (1991, režie Peter Scherhaufer)
- Katynka z Heilbronnu neboli Zkouška ohněm (1991, režie Eva Tálská)
- Faustissimo (1991, režie Peter Scherhaufer, hudba M. Štědroň a Leoš Faltus)
- Divá Bára (2012, libreto Milan Uhde, hudba M. Štědroň a Leoš Kuba, režie Juraj Nvota)
- Moc Art aneb Amadeus v Brně (2014, autor Milan Uhde, režie Vladimír Morávek)
- Viki kráčí za štěstím (2017, libreto Milan Uhde, hudba M. Štědroň a Karel Cón, režie Juraj Nvota)
- Mariina volba (2019, režie Juraj Nvota)

### Hudba k filmům
- Balada pro banditu (1978)
- Hořký podzim s vůní manga (1983)
- Dvojrole (1999)

## Ocenění
Za svoji kompoziční tvorbu získal řadu ocenění:
- cena v Soutěži mladých skladatelů ČSSR – za skladby Mistr Machaut v Čechách a Terra tremit
- 1. cena v Prix musical de Radio Brno
- 1. cena v Prix musique folklorique de Radio Bratislava 1975 – za skladbu Pláč Růženy Danielové z Hrubé Vrbky nad manželem v Osvětimi
- cena v Santanderu 1980 – za hudbu k filmu Balada pro banditu

Další ocenění:
- Bronzová medaile MU (2001)
- Cena města Brna (2003)
- Cena Jihomoravského kraje (2012)
- Stříbrná medaile MU (2019)
- Zlatá medaile MU (2022)
- Medaile Za zásluhy 1. stupeň (2022)